# Таскан
Таска́н — река в Магаданской области России. Длина — 232 км, площадь водосборного бассейна — 11200 км².

## Гидроним
На сегодняшний день точную языковую принадлежность топонима установить не удалось, вероятно происхождение как от эвенского, так и якутского языков. На якутском тааскаан означает «каменистенькая». На эвенском таскаан — от тас «белая глина» и уменьшительно-ласкательного суффикса «кан», что ближе к истине, так как геологами на берегах реки было обнаружен небольшой выход литогели (белой глины) на поверхность.

## Исторические сведения
Впервые нанесена на карту исследователем Сибири И. Д. Черским в 1891 году как Ташкан. В 1928-29 гг. во время экспедиции И. Ф. Молодых река получила современное написание. В 1934 году геологом С. В. Новиковым была проведена подробная топосъёмка верховья Таскана.

## Гидрография
Протекает в юго-восточном направлении по территории Сусуманского и Ягоднинского районов. Берёт начало юго-восточнее горы Шогучан (1820 м) на высоте более 918 метров над уровнем моря. В верховьях протекает через обширные наледи, самая крупная имеет площадь 16 км².
Ширина реки в нижнем течении, выше устья реки Хатынгнах, — 76 метров, глубина — 1,5 метра, скорость течения — 1,9 м/с. Впадает в Колыму в 1754 км от её устья по левому берегу, на участке между Колымской и Усть-Среднеканской ГЭС.
Основные притоки — Мылга и Судар.
На реке расположены село Таскан и посёлок Эльген. До 2005 года в 12 км от устья находился посёлок Усть-Таскан, исключённый из учётных данных административно-территориального устройства Магаданской области как не имеющий постоянно преимущественно проживающего населения.
По данным наблюдений с 1938 по 1992 годы среднегодовой расход воды в районе посёлка Усть-Таскан (13 км от устья) составляет 70,86 м³/с, максимальный приходится на июнь, минимальный — на период с февраля по апрель.
| Средний расход воды (м³/с) реки Таскан по месяцам с 1938 по 1992 гг. (замеры производились на гидрологическом посту в районе посёлка Усть-Таскан в 13 км от устья) |

## Данные водного реестра
По данным государственного водного реестра России и геоинформационной системы водохозяйственного районирования территории РФ, подготовленной Федеральным агентством водных ресурсов:
- Бассейновый округ — Анадыро-Колымский
- Речной бассейн — Колыма
- Речной подбассейн — Колыма до впадения Омолона
- Водохозяйственный участок — Колыма от Колымской ГЭС до впадения реки Сеймчан

## В искусстве
- Путешествие по Таскану описано географом и писателем Владимиром Обручевым в книге «В неизведанные края. Путешествия на Север 1917—1930 г.г.»

...Передо мной открывается широкая плоская долина Таскана, уходящая на север в леса; кое-где блестят изгибы реки. Далеко на северо-востоке лежит высокая скалистая гряда, отделяющая Таскан от Сеймчана, — это последняя восточная цепь хребта Черского, Туоннах...
После Колымы Таскан кажется нам очень маленьким, хотя это довольно большая речка, достигающая 300 километров длины. Подниматься по ней очень трудно: все время встречаются мелкие острова, покрытые тальником, быстрые протоки, за ломы, мешающие подниматься как бечевой, так и на шестах.
- Упоминается в Новогодней поэме русского прозаика и поэта Варлама Шаламова[9]:

От Чекая до Таскана
Магаданские стаканы
В этот миг везде звучат…

## Топографические карты
- Лист карты P-55-V,VI. Масштаб: 1 : 200 000. Состояние местности на 1985 год. Издание 1989 г.
- Лист карты P-55-VII,VIII. Масштаб: 1 : 200 000. Состояние местности на 1978 год. Издание 1989 г.